# Flintstones/Jetsons Timewarp
Flintstones/Jetsons Timewarp is een videospel voor het platform Philips CD-i. Het spel werd uitgebracht in 1994. 